# 크리스 브라이언트
크리스토퍼 리 브라이언트(Kristopher Lee Bryant, 1992년 1월 4일 ~ )는 미국의 프로 야구 선수로 메이저 리그 베이스볼의 콜로라도로키스를 위하여 3루수와 내야수를 맡고 있다. 프로적으로 활약하기 앞서 브라이언트는 샌디에이고 대학교에서 수학하여 샌디에이고 토레로스를 위하여 대학 야구를 활약하였다.
보난자 고등학교에서 야구에 출연한 브라이언트는 2012년과 2013년 올아메리 팀에 임명되었고, 2013년 딕 하우저 상과 골든 스파이크스 상을 수상하였다. 컵스는 2013년 메이저 리그 베이스볼 드래프트에서 두번째 전체 선발에서 그를 선발하였고 그는 야구에서 최고의 전망 선수들 중의 하나가 되어 2014년 USA 투데이 "올해의 마이너 리그 선수" 상과 베이스볼 아메리카 "올해의 마이너 리그 선수" 상을 수상하였다.
브라이언트는 2015년 자신의 메이저 리그 데뷔를 하였다. 그는 메이저 리그 베이스볼 올스타로 임명되어 내셔널 리그 "올해의 신인 선수" 상을 수상하였다. 2016년 그는 다시 올스타로 임명되었고, 컵스와 함께 월드 시리즈를 우승하여 내셔널 리그 MVP로 임명되었다.

## 아마추어 경력
네바다주 라스베이거스에서 태어나 보난자 고등학교에서 수학한 브라이언트는 전체 4년간 학교 대표팀을 위하여 활약하여 .418의 타구 평균, .958의 장타율, 103개의 안타와 47개의 경력 홈런을 기록하였다. 그는 또한 미국 군대 야구를 활약하기도 하였다. 2010년 USA 투데이는 그를 자신들의 올USA 야구 퍼스티 팀으로 임명하였다. 토론토 블루제이스는 2010년 메이저 리그 베이스볼 드래프트의 18번째 라운드에서 브라이언트를 선발하였다. 그는 계약하지 않았고, 샌디에이고 토레로스 야구 팀을 위하여 대학 야구를 활약하는 데 샌디에이고 대학교에 입학하였다.
2011년 대학에서 신입생으로서 브라이언트는 9개의 홈런과 함께 .365의 타구 평균, .482의 출루율과 .599의 장타율을 가졌다. 그는 루이빌 슬러거에 의하여 신입생 올아메리칸과 "올해의 웨스트 코스트 컨퍼런스 (WCC) 합동 신입생"과 "올해의 합동 선수"로 임명되어 마르코 곤살레스와 둘다의 영예를 나누었다. 대학에서 자신의 신입생 시즌에 이어 브라이언트는 케이프 코드 야구 리그의 채텀 에인절스를 위하여 대학 하계 야구를 활약하여 3개의 홈런과 16개의 타점과 함께 29 루 130 타 (.223)를 타구하였다.
2012년 2학년생으로서 브라이언트는 .671의 장타율, 14개의 홈런과 57개의 타점과 함께 .366 점을 타구하였다. 그는 다시 올WCC 퍼스트 팀으로 임명되었고, 또한 베이스볼 아메리카에 의하여 올아메리칸 퍼스트 팀으로 임명되기도 하였다. 그해 여름에 브라이언트는 미국 대학 야구 국가대표팀을 위하여 활약하는 데 USA 베이스볼에 의하여 선발되었다.
주니어로서 2013년 시즌에 브라이언트는 국가를 이끄는 데 31개의 홈런을 쳤다. 브라이언트는 2011년 NCAA가 배트볼 반발 계수의 합성 배트로 바꾼 이래 대학 선수에 의하여 쳐진 가장 많은 홈런을 가졌다. 브라이언트는 2011년 조지아 서던의 빅터 로슈에 의하여 세워진 30개의 이전 기록을 깼고, 그 시즌에 쳐진 296개의 디비전 I 팀들의 223개보다 더 많은 홈런을 쌓았다. 브라이언트는 국가에서 최고의 대학 선수들에게 둘다 수여된 골든 스파이크스 상과 딕 하우저 상을 수상하였다. 그는 또한 루이빌 실러거의 퍼스트 팀 올아메리칸, "올해의 대학 야구 선수"와 "올해의 미국 야구 코치 협회 선수"로 임명되기도 하였다.

## 프로 경력

### 드래프트와 마이너 리그

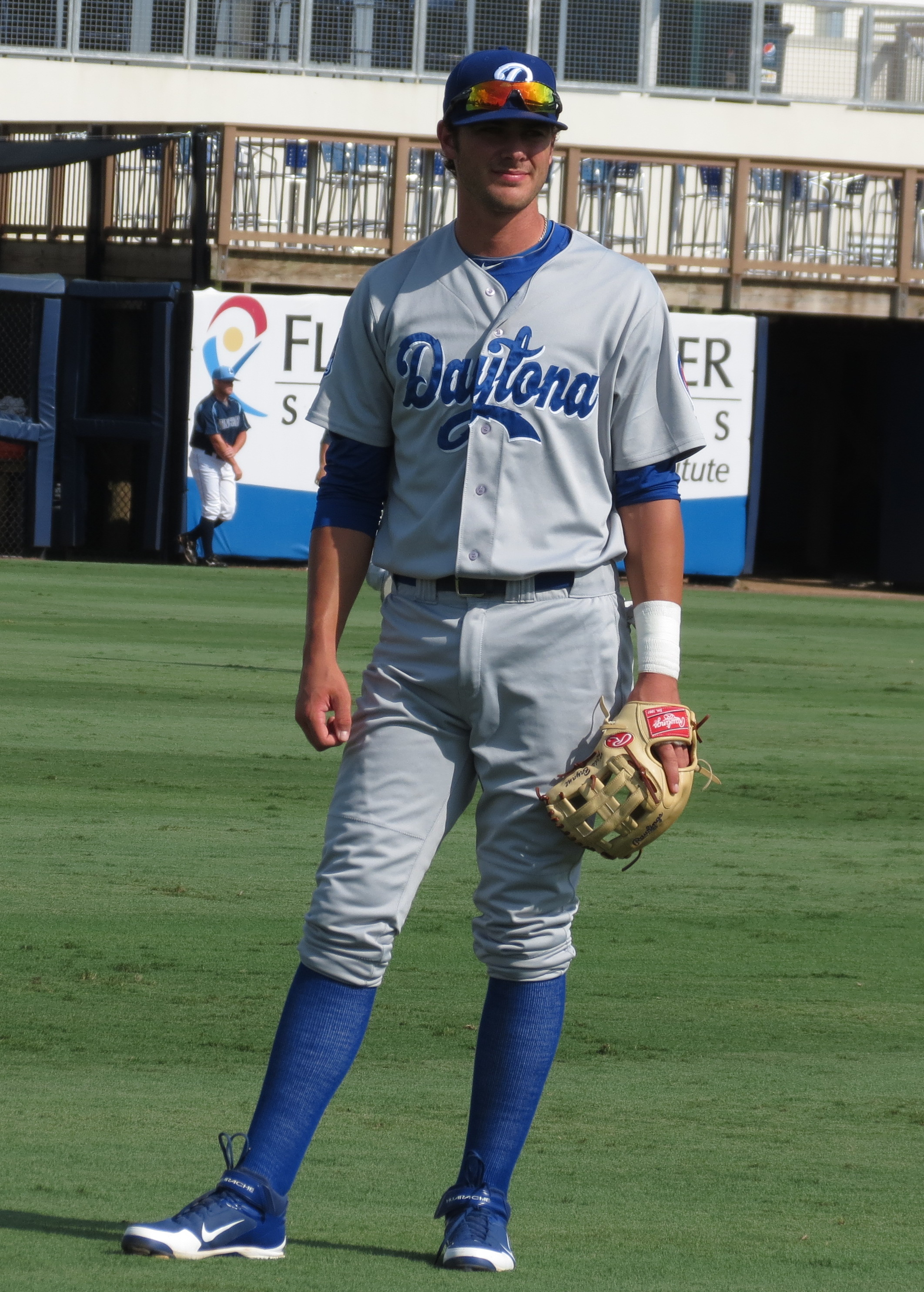
2013년 데이토나 컵스와 함께

브라이언트는 2013년 메이저 리그 베이스볼 드래프트에서 가장 유용한 선수들 중의 하나로 숙고되었다. 전체 1위 선발을 가진 휴스턴 애스트로스가 브라이언트를 스카우트하였다. 브라이언트는 드래프트의 3위 선발을 가진 콜로라도 로키스에 의하여 자신이 선택될 것을 믿었다.
애스트로스가 전체 1위 선발과 함께 투수 마크 애펄을 선발한 후, 시카고 컵스가 2위 선발과 함께 브라이언트를 선택하였다. 이 선택은 컵스가 투수를 선발하는 데 기대가 되면서 놀라운 일이었다. 컵스는 후에 그들이 아직도 유용해 온 애펄을 선발할 것을 인정하였다. 많은 야구 행정가와 스카우트들은 브라이언트가 드래프트에서 가장 안전한 선발이었던 것을 동의하였다. 그는 또한 아래로 내려가는 커브 볼은 물론 패스트볼 안에서 강력 타구와 접촉을 위한 그의 능력 때문에 드래프트에서 최고의 타자로서 평가되었다. 브라이언트와 컵스는 계약 마감에 대비한 이틀에 6천 7백만 달러의 계약 보너스와 함께 계약에 대한 조건에 왔다.

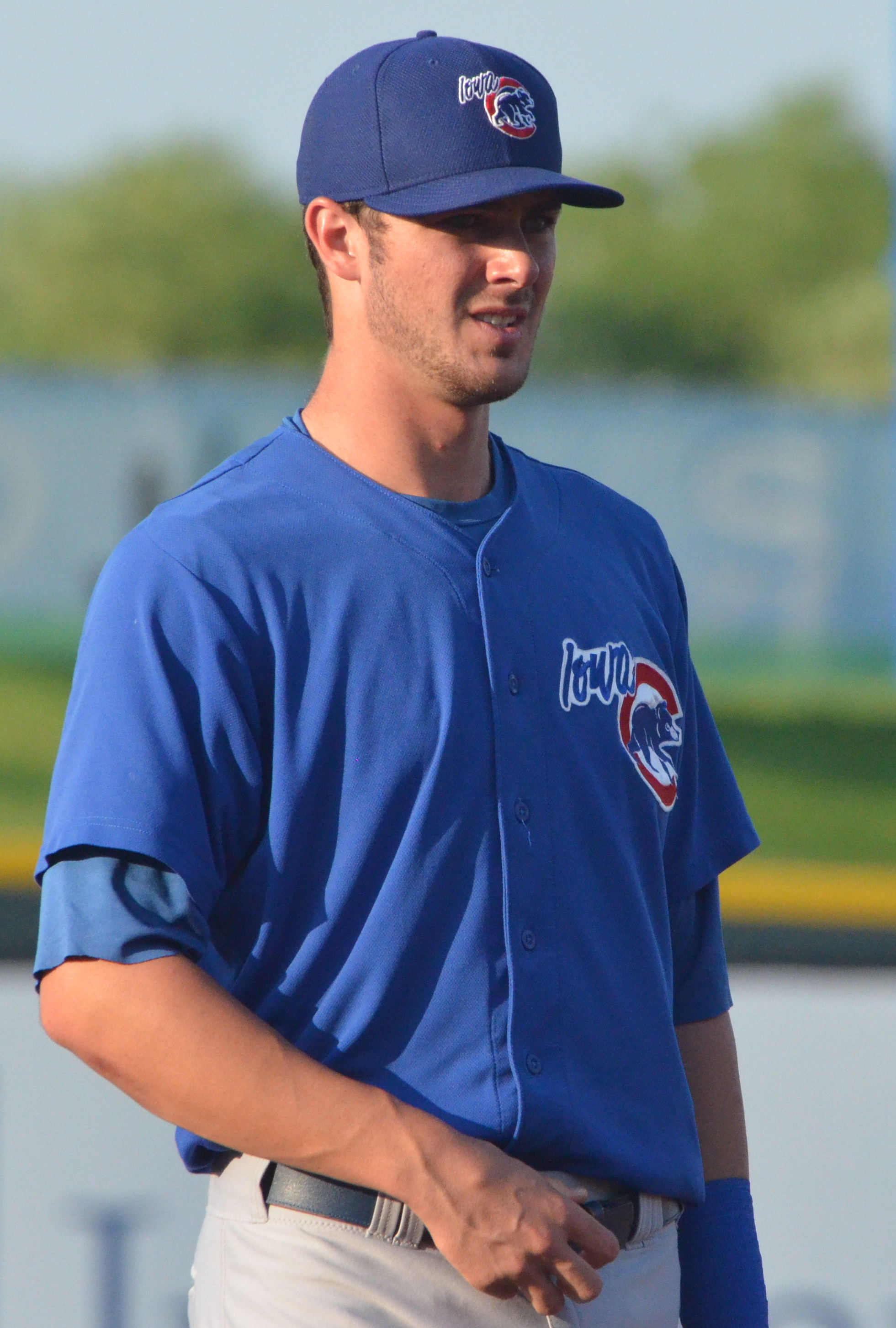
아이오와 컵스 활약 시절의 브라이언트

브라이언트는 클래스 A 쇼트 시즌 노스웨스트 리그의 보이지 호크스와 함께 자신의 프로 경력을 시작하여 4개의 홈런과 함께 .354 점을 타구하였다. 그는 8월 12일 클래스 A 진출 플로리다 주립 리그의 데이토나 컵스로 승진되었다. 그는 데이토나를 위하여 5개의 홈런과 함께 .333 점을 쳤다. 시즌 후에 그는 애리조나 가을 리그에서 활약하였다. 그는 가을 리그 시즌의 첫주에 미치 해니거와 더불어 "이번 주의 공동 선수"로 임명되었다. 그는 20개의 경기에서 6개의 홈런과 함께 .364/.457/.727 점을 타구한 후 애리조나 가을 리그의 MVP로 임명되었다.
브라이언트는 클래스 AA 서던 리그의 테네시 스모키스와 함께 2014년을 시작하였다. 6월 그는 홈런 더비를 우승하고 올스타 경기에 참가하였다. 테네시와 함께 68개의 경기에서 22개의 홈런과 58개의 타점과 함께 .355 점을 타구한 후, 6월 18일 컵스는 브라이언트를 클래스 AAA 퍼시픽 코스트 리그의 아이오와 컵스로 승진시켰다. 그는 7월 올스타 퓨처스 게임에서 활약하였다. 정규 시즌의 말기에 테네시와 아이오와 사이의 합쳐진 브라이언트의 43개의 홈런은 그에게 조 바우먼 홈런 상을 얻게 하였다. 브라이언트는 USA 투데이 "올해의 마이너 리그 선수"와 베이스볼 아메리카 "올해의 마이너 리그 선수"로 임명되었다. 2015년 베이스볼 아메리카는 그를 최고 전망 선수로 임명하였다.
2015년 브라이언트는 컵스에 의하여 스프링 트레이닝으로 초청되었다. 40개의 타수에서 그는 전체의 선수들을 이끈 9개의 홈런을 쳤다. 그는 .477의 출루율과 1.175의 장타율과 함께 .425 점을 타구하였다. 자신의 상연에 불구하고, 컵스는 브라이언트를 아이오와로 돌려보내는 데 선출하였다. 야구 분석가들은 야구에서 서비스 시간 규칙은 팀의 결정에 다수적 영향력이었다는 것을 가정하였으며 컵스는 팀 통제의 또다른 한해를 받으려고 하였다. 메이저 리그 베이스볼 선수 협회는 "오늘은 야구를 위하여 나쁜 하루이다."라고 말한 성명을 냈다. 아이오와와 함께 7개의 경기에서 브라이언트는 3개의 홈런을 치고 .321 점을 타구하였다.

### 시카고 컵스

#### 2015년 시즌
2015년 4월 17일 브라이언트는 컵스에 의하여 메이저 리그로 소집되었다. 그는 그날 리글리 필드에서 자신의 데뷔를 하여 3개의 스트라이크아웃과 함께 0 루 4 타로 갔다. 리글리 필드에서 다음날 브라이언트는 자신의 첫 안타인 타점 1루타를 기록하였다. 브라이언트는 5월 9일 밀워키 브루어스의 카일 로우시에 자신의 첫 메이저 리그 홈런을 쳤다. 그의 두번째 홈런은 이틀 후에 리글리 필드에서 뉴욕 메츠의 제이컵 디그롬을 상대로 왔다. 브라이언트는 .265의 타구 평균, 67개의 홈런, 22개의 타점과 16개의 볼넷과 함께 5월을 끝냈고, 5월을 위하여 내셔널 리그 "이번 달의 신인 선수"로 임명되었다.
브라이언트의 첫 경력 그랜드슬램은 6월 17일 클리블랜드 인디언스를 상대로 17 대 0의 우승에서 데이비드 머피에 9번째 이닝에서 왔다. 마이애미 말린스를 상대로 7월 4일 경기에서 브라이언트는 재러드 코자트에 시즌의 2점 홈런과 자신의 두번째 그랜드슬램 둘다를 쳤다. 이 일은 그를 1961년 빌리 윌리엄스 이래 2개의 그랜드슬램을 치는 데 컵스의 두번째 신인 선수로 만들었다. 브라이언트는 오하이오주 신시내티에서 열린 메이저 리그 올스타 게임의 내셔널 리그 로스터에 지안카를로 스탠튼을 위한 부상 대체 선발로서 선발되었다. 그는 또한 홈런 더비에 참가하기도 하였다. 7월 25일 필라델피아 필리스를 상대로 브라이언트는 콜 해멀스의 무안타의 외부로 마지막으로 워닝 트랙에 날아갔다. 7월 27일 브라이언트는 자신의 콜로라도 로키스의 존 액스포드에 첫 경력 끝내기 홈런을 쳤다.
9월 6일 애리조나 다이아몬드백스를 상대로 브라이언트는 루비 데 라 로사에 2015년 메이저 리그 시즌의 가장 긴 495 피트 (151m) 홈런을 쳤다. 홈런과 함께 브라이언트는 86개와 신인 선수들을 위한 컵스의 프랜차이즈 싱글 시즌 타점 기록을 위하여 윌리엄스 (1961년)과 지오바니 소토 (2008년)의 기록을 동점매겼다. 9월 11일 그는 하나의 2루타와 함께 득점에서 몰아내면서 기록을 깼다. 9월 22일 브라이언트는 26개와 함께 컵스 신인 선수에 의한 가장 많은 홈런을 위하여 윌리엄스를 통과하였다.
메이저 리그에서 자신의 첫 시즌의 151개의 경기에서 브라이언트는 2001년 세인트루이스 카디널스를 위한 앨버트 푸홀스의 130개 이래 신인 선수에 의한 가장 많았던 26개의 홈런, 31개의 2루타와 99개의 타점과 함께 .257 점을 타구하였다. 브라이언트는 내셔널 리그를 이끌고 신인 선수의 신기록을 세운 119번이나 스트라이크아웃 되었다. 그는 66.3%로 메이저 리그에서 자신의 스윙에 최저 접촉 퍼센티지를 가졌다. 메이저 리그 베이스볼의 공식 웹사이트에 판매에 의하면 브라이언트는 2015년 정규 시전 동안 야구의 전부에서 최고로 팔리는 저지를 가졌다고 한다.
컵스가 97 승 65 패와 시즌을 끝내면서 팀은 7년 만에 자신들의 첫 플레이오프 정박으로 메이저 리그 포스트시즌의 와일드 카드 자리를 움켜쥐었다. 2015년 내셔널 리그 와일드 카드 게임에서 브라이언트가 아무 안타를 가지지 않았음에 불구하고, 컵스는 피츠버그 파이리츠를 4 대 0으로 완봉시키고 브라이언트가 3번째 경기에서 컵스를 8 대 6 우승으로 도움을 주는 데 라이벌 팀 카디널스를 상대로 2점 홈런을 친 2015년 내셔널 리그 디비전 시리즈로 진출하였다. 컵스는 3개의 경기에서 1개로 시리즈를 우승하였으나 4개의 경기에서 휩쓸어진 2015년 내셔널 리그 챔피언십 시리즈에서 메츠에게 패하였다. 브라이언트는 2015년 시즌을 위하여 베이스볼 아메리카 "올해의 신인 선수"로 임명되어 성공적인 시즌들에 올해의 베이스볼 아메리칸 대학 선수, 마이너 리그 선수와 메이저 리그 신인 선수 상을 수상하는 데 자신을 역사상 첫 선수로 만들었다. 그는 팬들, 매체, 전직 선수들과 팀의 프런트 오피스 직원들, 그리고 미국야구연구협회에 의하여 "이슈런스 메이저 리그 베이스볼 상" 최고의 신인 선수로 투표되었다. 더욱 나가서 그는 재키 로빈슨 내셔널 리그 "올해의 신인 선수" 상의 미국야구기자협회로부터 만장 일치의 수상자로 만장 일치의 투표에 의한 11번째이자 전체로서 20번째 내셔널 리그 선수가 되었다. 그는 또한 플레이어스 초이스 어워드의 "내셔널 리그 두드러진 신인 선수"로서 자신의 동료 선수들에 의하여 임명되기도 하였다.
2015년 시즌 후에 브라잉너트는 자신의 자유 선수 계약을 연기하는 목적으로 메이저 리그로 자신의 소집을 연기한 것으로 컵스에 불만을 제출하였다. 불만에 관하여 브라이언트는 "나를 위해서 그것은 거기에 나가 내가 할 것을 지속적으로 하는 데 겨우 중요하여 오늘날 우리가 있었던 아무 가능한 방향에서 내가 팀에 도움을 줄 수 있다."고 말하면서 "우리가 금년에 간 것의 거의로부터 그것이 가져가기 때문에 그것에 관하여 걱정마저 하지 않는 데 그것은 나에게 겨우 중요하다. 그리고 그것은 작년의 소식이었다."고 추가하였다. 2017년 4월로 봐서 불만은 아직 청문회에 도달하지 않았다.

#### 2016년 시즌: 내셔널 리그 MVP

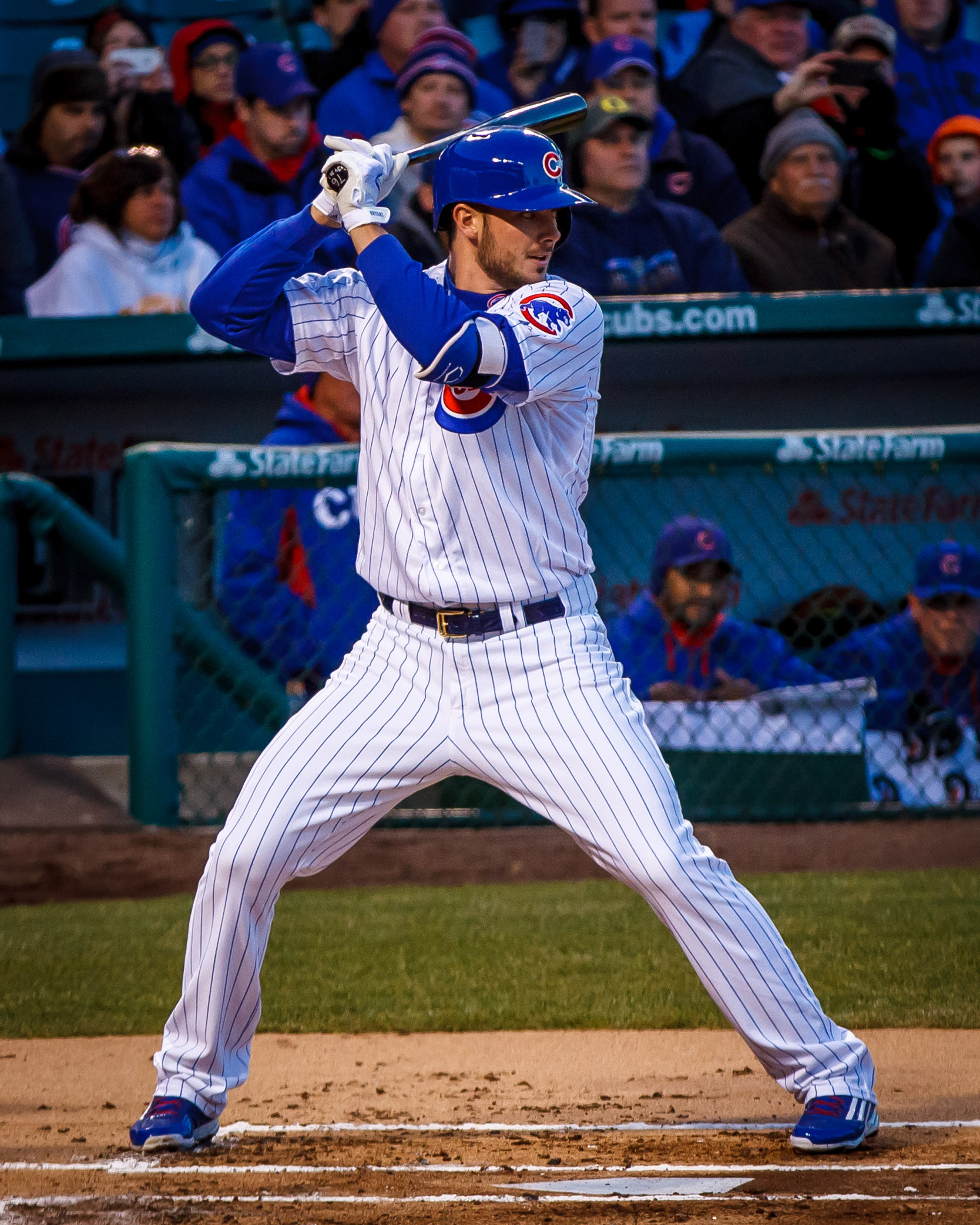
리글리 필드에서 시카고 컵스를 위하여 타구하는 브라이언트

2016년 시즌을 위하여 컵스는 브라이언트에게 그의 신인 선수 봉급에 38% 증가한 6십 5만 2천 달러의 봉급을 주었다. 2016년 7월 27일 신시내티 레즈를 상대로 브라이언트는 같은 경기에서 3개의 홈런과 2개의 2루타를 치는 데 근대 역사상 첫 메이저 리그 베이스볼 선수가 되었으며 그는 11 대 8의 우승에서 16개의 총루와 함께 전체 5 루 5 타였다. 시즌의 전반기에 25개의 홈런과 함께 내셔널 리그를 이끈 후, 그는 자시의 2연속 올스타 게임으로 선발되었고, 출발 3루수로서 처음에 시작하였다. 그는 올스타 게임에서 자신의 첫 경력 홈런으로 시카고 화이트삭스의 크리스 세일에 첫 이닝 홈런을 쳤다. 내셔널 리그 서부 디비전을 이끄는 로스앤젤레스 다저스를 상대로 8월 후순에 열린 오프닝 경기에서 브라이언트는 경기를 동점매기는 데 8번째 이닝 홈런과 6 대 4의 승리를 위한 10번째 이닝에서 2점 우승 홈런을 쳤다.
올스타 브레이크부터 9월의 시작으로 브라이언트는 .346의 타구 평균을 가졌다. 8월 18일 그는 한 시즌에 2개의 경기에서 5개의 안타와 5개의 타점을 기록하는 데 메이저 리그 역사상 두번째 선수가 되어 컵스의 1945년 MVP 필 캐버레타에 가입하였다. 8월에 컵스가 22 승 6 패로 가면서 브라이언트는 1.220의 OPS, 10개의 홈런, 22개의 타점과 29개의 매긴 득점과 함께 .383 점을 타구하였다. 그는 자신의 첫 "이번 달의 선수" 상으로 8월을 위하여 "이번달의 내셔널 리그 선수"로 임명되었다. 전체로서 그는 121개의 매긴 득점과 Baseball-Reference.com에 7.7의 대체 선수 대비 승리 기여도와 함께 리그를 이끌었고, .544의 장타율과 .939 OPS와 함께 39개의 홈런과 334개의 총루와 3위를 하였다. 그는 .292 점을 타구하고 102개의 득점에 몰아냈다. 그 분야들의 각각에서 브라이언트의 통계는 그의 신인 선수 시즌 총수에 향상들을 대표하였다. 그는 154개의 스트라이크아웃과 함께 내셔널 리그에서 9위였다.
컵스는 내셔널 리그 중부 디비전 타이틀을 우승하였다. 브라이언트는 2016년 내셔널 리그 디비전 시리즈에서 샌프란시스코 자이언츠를 상대로 전체 4개의 경기에서 안타들을 기록하였다. 컵스가 3번째 경기의 9번째 이닝에서 5 대 3으로 추적하면서 브라이언트는 세르히오 로모를 상대로 2점 홈런을 쳐 자이언츠가 13개에서 우세할 것이었어도 여분의 이닝으로 경기를 보내는 도움을 주었다. 컵스가 5 대 2로 내려가면서 4번째 경기에서 브라이언트는 9번째 이닝의 정상에서 4점 반격을 시작하는 데 1루타를 쳐 컵스가 2016년 내셔널 리그 챔피언십으로 진출하면서 벤 조브리스트에 의한 2루타에 득점을 매겼다. 그러고나서 컵스는 로스앤젤레스 다저스를 4개의 경기에서 2개로 꺾으면서 1945년 이래 처음으로 내셔널 리그 페넌트를 우승하였다. 월드 시리즈에서 컵스는 3개의 경기에서 1개의 적자로부터 돌아와 108년간 장기적 결핍 후에 자신들의 첫 챔피언십으로 확보하는 데 클리블랜드 인디언스를 꺾었다. 2016년 포스트시즌 동안 브라이언트는 3개의 홈런과 8개의 타점과 함께 .308의 평균을 위하여 쳤다.
브라이언트는 메이저 리그에서 자신의 두번째 해에 내셔널 리그 MVP 상을 수상하면서 2016년 시즌을 마감하였다. 그는 성공적인 시즌들에 골든 스파이크스 상, 베이스볼 아메리카 올해의 마이너 리그 선수 상, 올해의 신인 선수 상과 MVP 상을 수상하는 데 첫 선수가 되었다. 추가로 그는 자신의 첫 2개의 시즌 안에서 올해의 신인 선수와 MVP 상을 수상하는 데 메이저 리그 베이스볼 역사상 6번째 선수가 되어 프레드 린 (둘다 1975년), 칼 립켄 주니어 (1982년 ~ 83년), 스즈키 이치로 (둘다 2001년), 라이언 하워드 (2005년 ~ 06년)과 더스틴 페드로이아 (2007년 ~ 08년)에 가입하였다. 브라이언트는 또한 내셔널 리그의 가장 두드러진 타자로서 행크 에런 상을 수상하였다.

#### 2017년 시즌
2017년 시즌 전에 브라이언트와 컵스는 2014년 1백만 달러를 벌은 다저스의 마이크 트라우트에 의하여 이전에 보유된 중재 전의 선수를 위한 봉급의 신기록으로 1억 5백만 달러로 동의하였다.
2017년 브라이언트는 2017년 올스타 게임에서 출발 내셔널 리그 3루수로서 콜로라도 로키스의 놀런 아레나도에게 밀려 팬의 투표에서 2위를 하였다. 그는 저스틴 터너에 밀려 올스타 최종 투표에서 2위를 하여 올스타 팀으로 이루지 않았다. 올스타 브레이크에 이어 7월 25일 브라이언트는 3번째 스트라이크 부름에 말싸움을 한 후, 자신이 메이저 리그 경력에서 처음으로 퇴거되었다. 그해 8월 메이저 리그 베이스볼과 메이저 리그 베이스볼 선수 협회는 처음으로 "선수들의 주말"을 소개하였다. 브라이언트는 자신의 저지에 "KB"를 입는 데 선택하였다. .295의 평균, 29개의 홈런과 73개의 타점과 함께 정규 시즌을 끝낸 컵스는 자신들의 2연속 중부 디비전 타이틀을 우승하고, 포스트시즌에 자신들의 3연속 출연을 얻었다. 컵스는 2017년 내셔널 리그 디비전 시리즈에서 브라이언트가 단 하나의 홈런 없이 시리즈에서 .200 점을 타구하면서 워싱턴 내셔널스를 꺾었다. 컵스는 내셔널 리그 챔피언십 시리즈에서 다저스에게 패하였다. 챔피언십 시리즈에서 브라이언트는 하나의 홈런과 함께 .200 점을 타구하였다.

#### 2018년 시즌
봉급 중재의 자신의 첫 해에 브라이언트와 컵스는 2018년 시즌을 위하여 10억 8천 5백만 달러의 봉급으로 동의하여 라이언 하워드가 필라델피아 필리스와 2008년 1천만 달러의 계약을 맺었을 때 그에 의하여 이전에 보유된 봉급 중재의 자신의 첫 해에 선수를 위한 기록을 깼다. 2월 스포츠 일러스트레이티드는 브라이언트를 야구에서 전체 3번째로 최고 선수로 순위에 들게 하여 마이크 트라우트와 호세 알투베를 추적하였다. 말린스를 상대로 5월 9일 경기에서 브라이언트는 자신의 100번째 홈런을 쳐 그 마크에 도달하는 데 22번째 컵스의 선수이자 가장 빠른 선수가 되었다. 그는 어니 뱅크스에 의하여 세워진 500개 경기의 이전 마크를 가린 자신의 487번째 경기에 자신의 100번째 홈런을 쳤다. 6월 26일 브라이언트는 3일 전 소급으로 왼쪽 어깨 염증 때문에 자신의 메이저 리그 경력 사상 처음으로 장애자 명단에 놓였다. 7월 26일 브라이언트는 똑같은 어깨에 염증 때문에 장애자 명단에 돌아갔다.

#### 2019년
브라이언트는 2019년으로 느린 출발을 가졌다. 텍사스 레인저스를 상대로 첫 정규 시즌 경기에서 하나의 홈런을 친 후, 4월 25일을 통한 그의 타구 평균은 .730의 출루율과 함께 .232 점이었다. 브라이언트의 상연은 실질상 5월 중순으로 들어가 향상되었다. 그는 5월 7일 말린스를 상대로 하나의 끝내기와 3개의 3점 홈런을 포함하여 15개의 경기의 코스에 7개의 홈런을 쳤다. 5월 18일 브라이언트는 내셔널스를 상대로 경기에서 3연속 이닝에서 3개의 홈런을 쳤다. 그의 4 루 6 타의 밤은 26개의 경기로 경력 최고 출루 연속을 넓혔다.
브라이언트는 31개의 홈런, 77개의 타구한 득점과 108개의 매긴 득점과 함께 .282/.382/.521 점을 타구하며 2019년 시즌을 끝냈다. 방어에 그는 전체 메이저 리그 3루수의 최저 수비율 (.947)을 가졌다.

#### 2020년
2020년 브라이언트는 131개의 타수에서 4개의 홈런과 11개의 타점과 함께 .206/.293/.351 점을 타구하였다. 방어에 그는 다른 메이저 리그 3루수보다 본루에 자신을 더욱 가깝게 자리를 잡았다.

## 자선 행위
2017년 브라이언트는 58명의 사망자를 남긴 라스베이거스 스트립 총기 난사 사건의 피해자 지원의 구호 노력에 자신들의 고향 라스베이거스를 돕는 데 브라이스 하퍼와 팀을 이루었다. 브라이언트와 하퍼는 총기 난사 사건의 구호와 함께 라스베이거스를 돕는 데 clarkcountynv.gov 로 기부하는 데 사람들에게 용기를 주는 자신들의 강연을 이용하였다.
2017년 선수들의 주마레 브라이언트는 척수 연구에 전문적인 비영리 조직 Wings for Life Foundation을 흥행한 3개의 다른 클리트 화를 신는 데 선택하였다. 브라이언트는 자신의 친구 코리 한이 애리조나 주립 리그에서 신입생으로서 야구를 한 동안 장애가 되었을 때 2011년 이래 이 조직에 거대하게 연루되어 왔다.
2015년 브라이언트는 플레이어스 초이스 어워드로부터 2015년 내셔널 리그 두드러진 신인 선수 상이 수여되었다. 그는 메이저 리그 베이스볼 선수 신용으로부터 상처 입은 베테랑 프로젝트로 2만 달러를 보내는 데 선택하였다.

## 수상

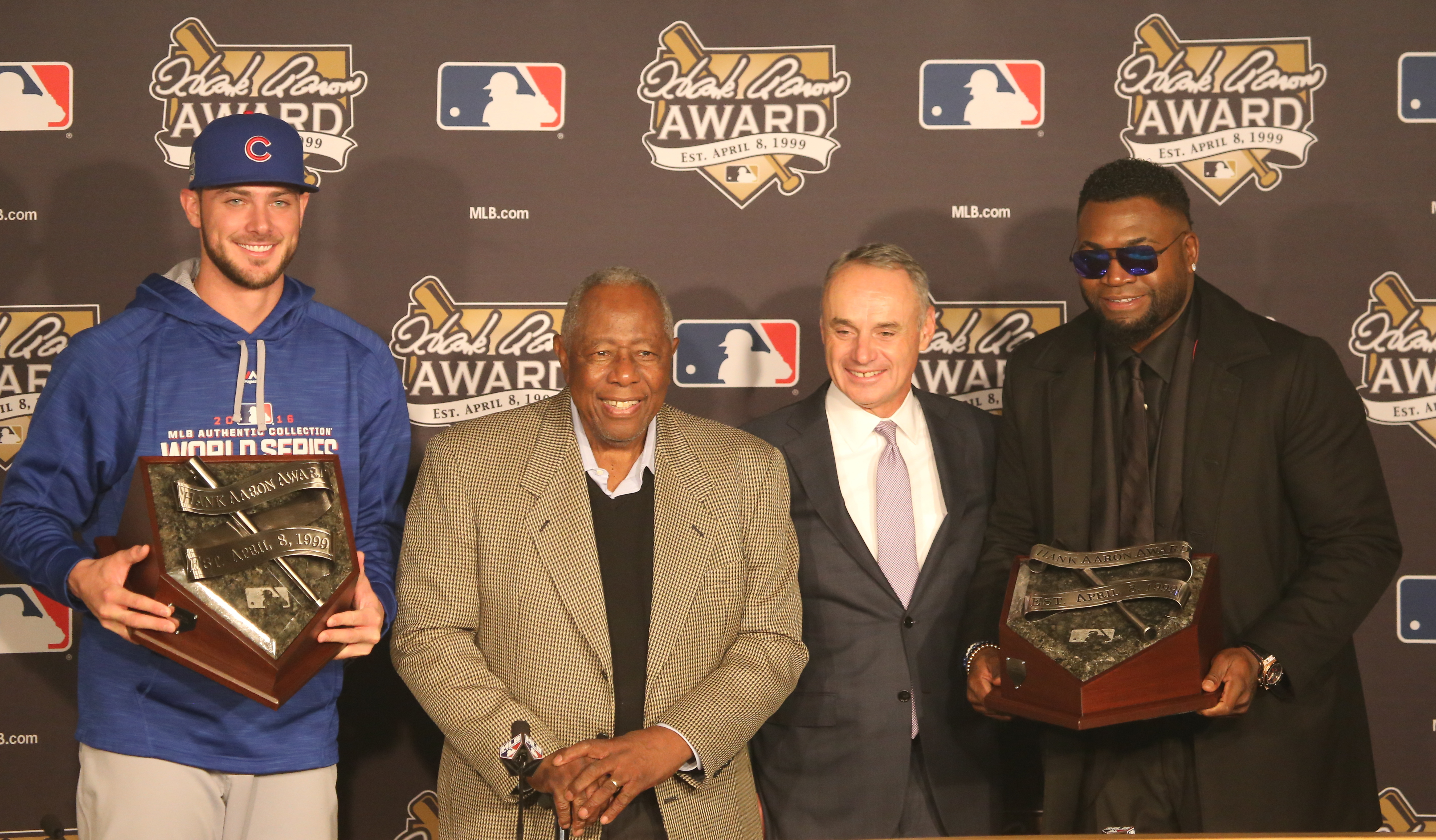
2016년 행크 에런 상 시상식에서 (좌로부터 브라이언트, 행크 에런, 커니셔너 롭 맨프레드와 데이비드 오르티스)

- ABCA 올해의 대학 선수 (2013년)
- 베이스볼 아메리카 올해의 대학 선수 상 (2013년)
- 베이스볼 아메리카 메이저 리그 올해의 신인 선수 상 (2015년)
- 베이스볼 아메리카 마이너 리그 올해의 신인 선수 상 (2014년)
- 대학 야구 올해의 선수 (2013년)
- 2회 대학 야구 올아메리카 팀 (2012년, 2013년)
- 딕 하우저 상 (2013년)
- 이슈런스 MLB 최고 신인 선수 상 (2015년)
- 골든 스파이크스 상 (2013년)
- 조 바우먼 홈런 상 (2014년)
- 3회 메이저 리그 베이스볼 올스타 (2015년, 2016년, 2019년)
- 메이저 리그 베이스볼 이번 달의 선수 (2016년 8월)
- 3회 메이저 리그 올해의 신인 선수 (2015년 5월과 8월)
- 내셔널 리그 행크 에런 상 (2016년)
- 내셔널 리그 MVP (2016년)
- 내셔널 리그 올해의 신인 선수 (2015년)
- 플레이어스 초이스 어워드 내셔널 리그 두드러진 신인 선수 (2015년)
- 스포팅 뉴스 올해의 내셔널 리그 신인 선수 (2015년)
- USA 투데이 올해의 마이너 리그 선수 상 (2014년)
- 월드 시리즈 우승 (2016년)

## 개인 생활
브라이언트는 자신의 고등학교의 내빈에 대한 환영사를 말하는 졸업생이었으나 자신이 얼마난 그녀가 나쁘게 원했던 것을 찾았을 때 급우에게 대신 역할을 택하는 데 허용하였다. 대학에서 그는 재정학으로 바꾸기 전에 생리학에 전공하였다.
브라이언트의 부친 마이크는 보스턴 레드삭스 조직을 위하여 마이너 리그에서 활약하였다. 마이크는 안마당 가구점을 소유하였으나 자신의 아들을 코치를 맡는 데 자신을 허락한 직업을 얻는 목적에서 팔았다.
브라이언트와 동료 야구 선수들 브라이스 하퍼와 조이 갤로는 라스베이거스 지역에서 지인으로서 자라와 9세의 나이에 서로와 함께 야구를 하기 시작하였다. 브라이언트와 하퍼의 우호적인 경쟁은 그들이 메이저 리그에서 처음으로 서로 인사했을 때 리글리 필드에서 열린 내셔널스를 상대로 2015년 5월 시리즈에서 표시되었다.
브라이언트는 2015년 12월 자신의 장기적 애인 제시카 델프에게 제안하였다. 그들은 둘다 라스베이거스에서 자라와 자신들이 16세 이래 데이트를 하였다. 그들은 브라이언트의 동료 선수 앤서니 리조가 신랑 들러리들 중의 하나면서 2017년 1월 7일에 결혼하였다. 그들은 카일러 리 브라이언트로 불리는 2020년 4월 생의 아들을 두었다. 그들은 라스베이거스와 다운타운 시카고에 거주한다.

## 연도별 타격 성적
| 연 도  | 소 속 | 경 기 | 타 석 | 타 수 | 득 점 | 안 타 | 2 루 타 | 3 루 타 | 홈 런 | 루 타 | 타 점 | 도 루 | 도 루 자 | 희 생 번 | 희 생 플 | 볼 넷 | 고 4 | 사 구 | 삼 진 | 병 살 타 | 타 율 | 출 루 율 | 장 타 율 | O P S |
| ------ | ----- | ----- | ----- | ----- | ----- | ----- | ------- | ------- | ----- | ----- | ----- | ----- | -------- | -------- | -------- | ----- | ---- | ----- | ----- | -------- | ----- | -------- | -------- | ----- |
| 2015년 | CHC   | 151   | 650   | 431   | 87    | 154   | 31      | 5       | 26    | 273   | 99    | 13    | 4        | 0        | 5        | 77    | 0    | 9     | 199   | 7        | .275  | .369     | .488     | .858  |
| 2016년 | CHC   | 155   | 699   | 603   | 121   | 176   | 35      | 3       | 39    | 334   | 102   | 8     | 5        | 0        | 3        | 75    | 5    | 18    | 154   | 3        | .292  | .385     | .554     | .939  |
| 2017년 | CHC   | 151   | 655   | 549   | 111   | 162   | 38      | 4       | 29    | 295   | 73    | 7     | 5        | 0        | 6        | 95    | 5    | 15    | 128   | 8        | .295  | .409     | .537     | .946  |
| 2018년 | CHC   | 102   | 457   | 389   | 59    | 106   | 28      | 3       | 13    | 179   | 52    | 2     | 4        | 0        | 3        | 48    | 6    | 17    | 107   | 5        | .272  | .374     | .460     | .834  |
| 2019년 | CHC   | 147   | 634   | 543   | 108   | 153   | 35      | 1       | 31    | 283   | 77    | 4     | 0        | 0        | 2        | 74    | 1    | 15    | 145   | 10       | .282  | .382     | .521     | .903  |
| 통산   | 5시즌 | 706   | 3105  | 2643  | 486   | 751   | 167     | 16      | 138   | 1364  | 403   | 34    | 18       | 0        | 19       | 369   | 17   | 74    | 733   | 33       | .284  | .385     | .516     | .901  |

- 2019년 기준, 굵은 글씨는 시즌 최고 성적.